# Цзу (фамилия)

Иероглиф Цзу

Цзу (кит. 祖, пиньинь Zǔ)  — китайская фамилия (клан). Значение иероглифа — «предок, дед». В списке Байцзясин фамилия «Цзу» 249-я.

## Известные Цзу
- Цзу Чунчжи, 祖冲之 (429—500) — китайский математик и астроном, в последние годы жизни занимал должность начальника уезда. Уточнил некоторые календарные и астрономические параметры.
- Цзу Юн, 祖詠 (699 — 746) — китайский поэт.
- Цзу Дашоу, 祖大壽 (? — 1656) — уроженец города Синчэн провинции Ляонин, военачальник династии Мин.
- Цзу Лицзюнь, 祖立军 (род. 1989) — китайский пловец.